# معركة أولوباد

معركة أولوباد (بالإنجليزية: Battle of Ulubad)‏ هي معركة اندلعت في الفترة ما بين 9 مارس 1403 وحتى أوائل مايو 1403 كجزء من صراع أبناء السلطان بايزيد الأول على عرش الدولة العثمانية أو ما يعرف بعهد الفترة العثماني وذلك نتيجة لتداعيات هزيمة السلطان بايزيد الأول في معركة أنقرة يوم 20 يوليو 1402 واسره من قبل الدولة التيمورية وتفكك الدولة العثمانية نتيجة لذلك، شارك بالقتال قوات موالية لمحمد جلبى (السلطان بوقت لاحق) وأخوة عيسى جلبى وانتهت المعركة بانتصار كبير لقوات محمد جلبى الذي نجح في الاستيلاء على العاصمة بورصة ليصبح سيدا على كامل الاناضول بينما فر عيسى جلبى إلى القسطنطينية.